# مدیاست
مِدیاسِت (به انگلیسی: Mediaset) یک شرکت رسانه‌ای خصوصی ایتالیایی، فعال در حوزه ارتباطات و تولید فیلم و مجموعه‌های تلویزیونی و همچنین بزرگترین شرکت تبلیغاتی در این کشور است. این شرکت در سال ۱۹۷۰ توسط سیلویو برلوسکونی، نخست وزیر پیشین ایتالیا و با نام تِله‌میلانو (telemilano) تأسیس شد و امروزه ۳۸٫۶٪ از سهام مدیاست در اختیار خانواده برلوسکونی و بقیه سهام را دو شرکت هالدینگ و فینیوِست در اختیار دارند. مدیاست رقابت گسترده‌ای با سایر شبکه‌های رسانه‌ای ایتالیا همچون رأی و پکیج ماهواره‌ای اسکای ایتالیا (sky italia) و لاسِته (La7) دارد. مدیاست توسط بنیاد تامسون رویترز به عنوان پنجمین گروه بزرگ رسانه‌ای در ایتالیا و اروپا شناخته شده‌است. دفتر مرکزی شرکت در میلان واقع شده‌است. مدیاست در حال حاضر دارای سه شرکت اصلی تولیدات تلویزیونی در کلونگو مونزِسه، سِگراته و رم دارد. شبکه‌های تلویزیونی مدیاست را می‌توان از طریق آنتن زمینی دیجیتال در کشورهای همسایه ایتالیا نظیر آلبانی، کرواسی، سوئیس و اسلوونی دریافت کرد. مدیاست همچنین ۵۰ درصد از سهام شرکت رادیو تلویزیون مدیاست اسپانیا را نیز در اختیار دارد علاوه براین مجموعه وبگاه‌هایی در زمینه ورزش اخبار و سرگرمی داشته و همچنین ۳۳ درصد از سهام شرکت تولید برنامه و مسابقات تلویزیونی اِندِمل (Endemol) هلند را نیز در اختیار دارد.